# Kraftwerk Palos de la Frontera
Das Kraftwerk Palos de la Frontera (spanisch Central de Palos de la Frontera) ist ein Gas-und-Dampf-Kombikraftwerk in der Gemeinde Palos de la Frontera, Provinz Huelva, Spanien. Die installierte Leistung des Kraftwerks beträgt 1200 MW. Die Erzeugung lag 2007 bei 6,726 Mrd. kWh. Das Kraftwerk ging 2004 in Betrieb; es dient zur Abdeckung der Grund- und Mittellast. Es ist im Besitz von Naturgy und wird auch von Naturgy betrieben.
Laut Presseberichten hat Naturgy 2019 die zuständigen Behörden um die Erlaubnis gebeten, zwei Blöcke des Kraftwerks vorübergehend stillzulegen.

## Kraftwerksblöcke
Das Kraftwerk besteht aus drei Blöcken, die von 2004 bis 2005 in Betrieb gingen. Die folgende Tabelle gibt einen Überblick:
| Block | Max. Leistung (MW) | Betriebsbeginn | Turbine | Generator | Dampfkessel |
| ----- | ------------------ | -------------- | ------- | --------- | ----------- |
| 1     | 400                | 14.12.2004     | Siemens | Siemens   | Doosan      |
| 2     | 400                | 05.02.2005     | Siemens | Siemens   | Doosan      |
| 3     | 400                | 09.06.2005     | Siemens | Siemens   |             |

Bei allen drei Blöcken sind die Gas- und die Dampfturbine an eine gemeinsame Welle (single-shaft) angeschlossen. Die Gasturbine leistet dabei maximal 266 MW und die Dampfturbine maximal 133,6 MW.